# 1-ша танкова дивізія (Румунія)
1-ша та́нкова диві́зія (рум. Divizia 1 Blindată) — військове з'єднання, танкова дивізія Королівської румунської армії, яка існувала з 1941 до 1945 року.

## Історія
1-ша танкова дивізія була створена 1 березня 1941 року шляхом включення 2-го бронетанкового полку до складу 1-ї моторизованої дивізії. Дивізію організовували за зразком танкової дивізії вермахту, формування організовувалося німецькою військовою місією в Королівстві Румунія. Німецькі інструктори були з 13-ї та 16-ї танкових дивізій. Однак 2-й бронетанковий полк був виведений зі складу дивізії напередодні операції «Барбаросса», оскільки танки Renault R-35 були непридатними для виконання завдань. Вони були повільними, погано оснащеними та озброєними, а також мали низьку надійність. Крім того, танки Р-35 не мали радіообладнання, будучи нездатними до ведення мобільної тактики. 2-й полк підпорядковувався III корпусу IV армії.
15 червня 1941 року, за тиждень до початку війни, до складу 1-ї танкової дивізії входили: дослідницька група, 3 мотоциклетні роти, кулеметне відділення (12 одиниць), 1-ша зенітна рота, рота зв'язку, мотоциклетний піонерський батальйон, взвод руху, взвод поліції, 4-й полк бронеавтомобілів (2 батальйони), 1-й мотоциклетний артилерійський полк (дивізіон із 12 гармат × 75-мм, дивізіон з 12 гаубиць × 100-мм і гарматний дивізіон 12 × 105-мм), 1-й бронетанковий полк (126 танків R-2, організованих у два танкові батальйони), група обслуговування (група постачання боєприпасів, група забезпечення стійкості, вантажна рота, мотосанітарний та автосанітарний загони, відділення ремонту та заправлення).

### Операція «Мюнхен»
1-ша танкова дивізія досягла значних успіхів у ході операції «Мюнхен», зігравши ключову роль під час боїв. Наступ дивізії через Прут розпочався 2 липня 1941 року, наступного дня річку форсували через Штефенештський плацдарм.
Далі дивізія продовжувала наступ на Могилів. У взаємодії з німецькими 22-ю і 76-ю піхотними дивізіями війська дивізії зробили свій внесок у перемогу в бою за Бринзень 4 липня 1941 року. Тут відбулося перше танкове зіткнення в історії Румунії, танковий взвод R-2 був атакований десятком радянських танків. За рахунок одного танка R-2 вдалося знищити два ворожі танки Т-28. Переслідуючи відступаючі радянські війська, 1-ша танкова дивізія 8 липня вийшла до Дністра і наступного дня захопила Атаки.
Згодом румунські танкісти переслідували частини 176-ї радянської стрілецької дивізії, що відступали в напрямку Сорок. У ході боїв за Бєльці дивізія під командування німецького 54-го корпусу завдала удару у фланг сильній радянській обороні на масиві Кодри. В результаті успішної атаки румунських танкових підрозділів радянські війська (5-ту та 9-ту кавалерійські та 95-ту стрілецьку дивізії) ціною двох танків R-2, знищених артилерією, вибили із займаних позицій. 16 липня дивізія увійшла до Кишиніва з півночі, але один танк R-2 був знищений, а п'ять інших були пошкоджені в бою. Бронетанкові війська знищили радянський ар'єргард у місті, а потім переслідували радянську 95-ту стрілецьку дивізію через Дністер до Тигіни (19 липня). Ще три танки R-2 були втрачені, але радянська дивізійна артилерія була знищена. 26 липня 1941 року радянські дивізії відійшли за Дністер, звільнивши Бессарабію.

### Облога Одеси
Восени 1941 року 1-ша дивізія використовувалася згідно з німецькою військовою доктриною як ударна частина в операції з облоги Одеси. Був приписаний до 4-ї армії і брав участь у фактичному штурмі міста. Танки діяли невеликими групами, і через відсутність взаємодії між піхотою та танками 1-ша танкова дивізія зазнала великих втрат у людях та техніці. Наприкінці вересня 1941 року із залишків дивізії було створено механізований загін «підполковника Ефтіміу». Він складався з танкового батальйону (20 R-2), моторизованого батальйону «Ванаторі», дивізіону 105-мм польових гармат «Шнайдер» моделі 1936 року, дивізіону 100-мм гаубиць «Шкода», саперної роти, батареї 20-мм зенітних гармат «Густлов» моделі 1938 року, батареї 37-мм зенітних гармат Rheinmetall моделі 1939 року та протитанкової роти (12 47-мм ПТП Шнайдер зразка 1936 р.). Після захоплення Одеси загін було розформовано. Під час першої кампанії 1-ша танкова дивізія втратила: 34 офіцери, 102 старшини, 1125 солдатів, 463 гвинтівки, 54 автомати, 5 автоматів, 206 автомашин і 111 танків.